# Donnie Wahlberg
Donald Edmond Wahlberg ,Jr. ili kraće Donnie Wahlberg (17. kolovoza 1969.), američki pjevač, glumac i producent.
Rodio se u bostonskoj četvrti Dorchester, kao sin bankovne činovnice i vozača dostavnog kamiona.
Bio je osmo od devetero djece, a mlađi je samo njegov brat Mark, također uspješni glumac.
Ima petoricu braće i dvije sestre.
Roditelji su mu se razveli kad je imao 13 godina. Već u prvom razredu, nastupa u predstavama, a u srednjoj školi zanima se i za režiju.
S 15 godina, postaje članom grupe New Kids on the Block, s kojom postiže hitove,i stiče prepoznatljivost psovanjem u javnosti.
Bio je optužen za palež u hotelu, ali su optužbe kasnije odbačene kada su njegovi kolege iz benda braća Knight objasnila situaciju.
Problem je bio u aparatu za gašenje.Njegovom aktivacijom gosti su se prepali što je dovelo do optužbi.
NKOTB se raspao 1994., a Donnie se upušta u glumačke vode, ostvarivši do sada 30 uloga. Najpoznatiji je po ulozi u filmu "Šesto čulo" i Emmyima nagrađenoj miniseriji "Združena braća".
Sada radi kao producent.
Iz osam godina braka ima sinove Xaviera i Elijaha.
Sestra Debbie umrla je 2003. od sepse.
Otac mu je umro na Valentinovo 2008. godine.